# Murzim

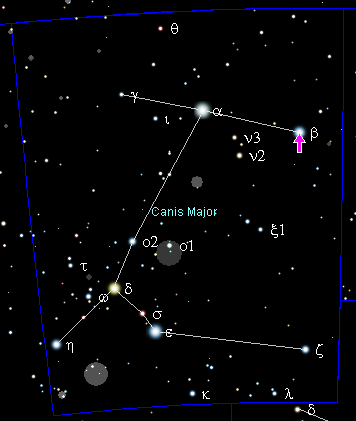
Posición en la constelación

Murzim (β CMa / β Canis Majoris / 2 Canis Majoris), también llamada Mirzam o Murzam, es la cuarta estrella más brillante de la constelación del Can Mayor, detrás de Sirio (α Canis Majoris), Adhara (ε Canis Majoris) y Wezen (δ Canis Majoris). Se encuentra a 500 años luz de distancia del sistema solar.

## Nombre
Murzim, Mirzam o Murzam son nombres provenientes del árabe مرزم (‘el heraldo’), probablemente en alusión a su posición precediendo la salida de Sirio por el horizonte. También era conocida por Al Kalb (‘el perro’), corriendo delante de Sirio, un nombre antiguamente utilizado en el desierto. En China era llamada Kuen She (‘el mercado de los soldados’)».

## Características físicas
Catalogada como gigante azul de tipo espectral B1II-III, Murzim es una estrella caliente con una temperatura superficial de 25 800 K. Su luminosidad es 34 000 veces mayor que la del Sol, y como sucede en estrellas de los tipos O y B bajos, una parte importante de esta radiación es emitida en la región ultravioleta. Su radio es 12 veces más grande que el radio solar y, con una masa en torno a 15 masas solares, Murzim probablemente es más una subgigante que una verdadera gigante, una estrella a punto de concluir la fusión nuclear de su hidrógeno interno. Su edad actual se estima en 14.9 millones de años. Dada su elevada masa, su destino último es terminar explosionando como supernova.
Murzim es una estrella variable Beta Cephei, cuyo brillo oscila entre magnitud aparente +1.95 y +2.00 en un período de seis horas. Esta variación parece estar relacionada con el final de la fusión del hidrógeno y con cambios en la estructura interna de la estrella. Es la más brillante de este tipo de variables, por lo que a estas estrellas también se las ha llamado variables Beta Canis Majoris.
Hace 4 356 000 años —en el plioceno— se produjo el máximo acercamiento de Murzim al sistema solar. Distante entonces solo 35 años luz, su brillo alcanzó magnitud aparente −3.78, siendo mucho más brillante que Sirio (α Canis Majoris) en la actualidad.